# Conny Welén
Conny Olof Welén, född 18 september 1970, är en svensk läromedelsförfattare, låtskrivare och musikproducent. 

## Biografi
Welén har arbetat som högstadielärare  på Hedebyskolan i matematik. Han är medförfattare till läromedelsserierna Matematikboken XYZ och Matematik XYZ, tillsammans med bland annat Lennart Undvall och Kristina Johnson.
I början av 1990-talet var Welén basist i banden Mezzrow och Hexenhaus. 2008–2016 drev han skivbolaget Granat Records. Han har medverkat som låtskrivare och producent till bland annat svenska doom metal-bandet Sorcerer och tyska hårdrocksbandet Voodoo Circle. Han har gett ut två egna singlar: "Maskrosbarn" och "Lämna mig ifred".

## Diskografi
| År          | Grupp/Band          | Titel                               | Skivbolag                                           | Genre                          | Typ av medverkan                                                   | Länk/Källa         |
| ----------- | ------------------- | ----------------------------------- | --------------------------------------------------- | ------------------------------ | ------------------------------------------------------------------ | ------------------ |
| 1990        | Mezzrow             | Then Came The Killing               | Active Records, CD ATV 11, ACT LP 009               | Thrash Metal                   | Bas, bakgrundssång                                                 | Discogs            |
| 1991        | Hexenhaus           | Awakening                           | Active Records, ATV 19                              | Technical Thrash / Speed Metal | Bas, akustisk gitarr, text (Paradise of pain)                      | Discogs            |
| 2003        | Section A           | The seventh sign                    | Lion Music, LMC 072                                 | Progressive Metal              | Låtskrivare, sånginspelning                                        | Discogs            |
| 2004        | Book of reflections | Book of reflections                 | Lion Music, LMC 106                                 | Heavy Metal                    | Låtskrivare (Phoenix, Slippin away och Child of the rainbow)       | Discogs            |
| 2005 (2014) | Jaded Heart         | Helluva Time                        | Frontiers Records, FRCD 262 och Fastball FB 13C1298 | Hårdrock                       | Bakgrundssång, sånginspelning                                      | All Music          |
| 2005 (2006) | Just like paradise  | A tribute to David Lee Roth         | Versailles Records, 18 och Mascot Music, M 7186CD   | Hårdrock                       | Sånginspelning                                                     | All Music          |
| 2006        | Section A           | Parallel lives                      | Lion Music, LMC166                                  | Progressive Metal              | Låtskrivare, sånginspelning, co-producer                           | Discogs, All Music |
| 2007        | Conny Welén         | Maskrosbarn                         | Musichelp 7320470093443                             | Pop                            | Låtskrivare, sång, gitarr, producent                               | All Music          |
| 2008        | Voodoo Circle       | Voodoo Circle                       | AFM Records, AFM 254-2                              | Hårdrock                       | Låtskrivare (Spewing lies och Dream of Eden)                       | Discogs, All Music |
| 2008        | Panama              | A Millenium Tribute To Van Halen    | Versailles Records, VE 20022                        | Hårdrock                       | Sånginspelning                                                     | All Music          |
| 2009        | Voodoo Circle       | All for metal Vol 2                 | AFM / AFM Records, AFMDCS 300                       | Hårdrock                       | Låtskrivare (Spewing lies)                                         | All Music          |
| 2010        | Section A           | Sacrifice                           | Lion Music, LMC285                                  | Progressiv Metal               | Låtskrivare, sånginspelning                                        | Discogs            |
| 2012        | Speaking to Stones  | Elements                            | Lion Music, LMC333                                  | Progressiv Metal               | Låtskrivare, co-producent, sånginspelning                          | Discogs            |
| 2015        | Sorcerer            | In the shadow of the inverted cross | Metal Blade Records, 3984-15375-1                   | Doom Metal                     | Låtskrivare, keyboards, bakgrundssång                              | Discogs, All Music |
| 2015        | Sorcerer            | Black                               | Desert Plane Records,                               | Doom Metal                     | Låtskrivare, co-producent, sånginspelning, keyboard, bakgrundssång | Discogs            |
| 2017        | Below               | Upon a pale horse                   | Metal Blade Records, 3984-15514-2                   | Doom Metal                     | Låtskrivare, sånginspelning, keyboard                              | Discogs, All Music |
| 2017        | Sorcerer            | Sirens                              | Metal Blade Records, 3984-25036-7                   | Doom Metal                     | Låtskrivare, co-producent, keyboard, bakgrundssång                 | Discogs            |
| 2017        | Sorcerer            | The crowning of the fire king       | Metal Blade Records, 3984-15549-2                   | Doom Metal                     | Låtskrivare, co-producent, keyboard, bakgrundssång                 | Discogs            |
| 2018        | Voodoo Circle       | Raised on rock                      | AFM Records, AFM 603-9                              | Hårdrock                       | Låtskrivare (Love is an ocean)                                     | Discogs, Deezer    |